# Comuna Prîpeat, Șațk
Prîpeat (în ucraineană Прип`ять) este o comună în raionul Șațk, regiunea Volînia, Ucraina, formată din satele Kropîvnîkî, Ploske, Prîpeat (reședința) și Vilîțea.

## Demografie
Componența lingvistică a satului Prîpeat
     Ucraineană (99,16%)
     Alte limbi (0,84%)
Conform recensământului din 2001, majoritatea populației satului Prîpeat era vorbitoare de ucraineană (99,16%), existând în minoritate și vorbitori de alte limbi.